# Liste der Direktoren der Antikensammlung Berlin
Die Liste der Direktoren der Antikensammlung Berlin ist eine Aufstellung über die Direktoren, welche die seit 1830 in Berlin bestehende Antikensammlung Berlin und ihre Vorgängereinrichtung, das Antikenkabinett, zwischen 1663 und 1830 geleitet haben.

## Historischer Abriss
1686 bekam das damalige Antikenkabinett mit Lorenz Beger, der einen Großteil der Sammlung als königliches Erbe aus Heidelberg nach Berlin brachte, erstmals einen eigenen Leiter. Zuvor waren die antiken Stücke zusammen mit den anderen der Hofsammlung untergebracht und von einem gemeinsamen Leiter verwaltet worden. Begers Neffe Johann Carl Schott wurde sein Nachfolger. Während seiner Amtszeit verstarb mit Friedrich I. ein König, der der Sammlung viel Aufmerksamkeit widmete und sie stark durch Ankäufe erweitern ließ. Sein Sohn, der Soldatenkönig Friedrich Wilhelm I. hatte kein nennenswertes Interesse an der Sammlung. Nach Schotts Tod wurde die Eigenständigkeit der Sammlung wieder aufgegeben und ein Großteil der Sammlung ging durch Schenkungen und Verkäufe verloren. Kunst und andere Objekte wurde auch danach gesammelt und in der „Kunstkammer“ gesammelt, der ein Verwalter vor stand. 1798 ging die Direktion dieser Sammlung auf die Akademie der Wissenschaften über, zwischen 1810 und 1811, also im Zuge der Gründung, gingen die „Naturalia“–Bestände in die Obhut der neuen Universität über. Sie waren ebenso wie die Kunstsammlung seit 1809 nicht mehr der Akademie unterstellt.
Mit der Neustrukturierung der Wissenschaften in Berlin unter Reformern wie Wilhelm von Humboldt und einer gesteigerten Sammlungstätigkeit im Zuge des Klassizismus wurde im ersten Drittel des 19. Jahrhunderts auch eine Neustrukturierung der musealen Landschaft in Berlin diskutiert. Im Zuge dessen kam es 1830 zur Begründung der öffentlichen Sammlungen für Skulpturen und Abgüsse unter der Leitung des Bildhauers Christian Friedrich Tieck. Die Kleinkunst (Münzen, Vasen, Terrakotten, geschnittene Steine etc.) fand Aufnahme im Antiquarium, dessen erster Direktor Konrad Levezow wurde. Seit der Berufung Alexander Conzes im Jahr 1877 waren nur noch Archäologen Direktoren der Sammlungen. Mit dem Tode Ernst Curtius’ wurden das Antiquarium und die Skulpturensammlung unter der Leitung des bisher nur für die Skulpturensammlung zuständigen Reinhard Kekulé von Stradonitz nach längerer Planung zusammengeführt.
Mit Carl Weickert, der die Sammlung in den schwierigen Jahren zwischen 1936 und 1947 leitete, endete zunächst die Einheit der Berliner Sammlung. Schon zu Kriegsbeginn wurden die Museen – die Antikensammlung befand sich zum Großteil im Alten Museum, die Architektursäle waren im Pergamonmuseum untergebracht – geschlossen, die großen Architekturteile gesichert und die Kleinkunst zum Großteil ausgelagert. Nach dem Krieg wurden viele der in Berlin befindlichen Stücke als Beutekunst in die Sowjetunion gebracht. Unter der Leitung Carl Blümels wurde das Museum nach der Rückführung eines Großteils dieser Stücke 1958/59 neu konzipiert und der Öffentlichkeit zugänglich gemacht. In West-Berlin wurde ab 1958 die Sammlung unter der Leitung Adolf Greifenhagens vor allem mit Stücken aus der Auslagerung in den Westen Deutschlands neu konzipiert und 1960 im westlichen Stülerbau neu eröffnet. Mit der Deutschen Wiedervereinigung wurden auch die beiden Berliner Antikensammlungen 1993 unter der Leitung der West-Berliner Sammlung von Wolf-Dieter Heilmeyer zusammengeführt und seit 1998 wieder gemeinsam auf der Museumsinsel präsentiert.
In der Zeit der großen Ausgrabungen des Museums, insbesondere den 1880er bis 1910er Jahren, waren mit Carl Humann und Theodor Wiegand zwei Auswärtige Direktoren (auch Abteilungsleiter) mit weitreichenden Befugnissen im Osmanischen Reich stationiert, die für alle Ausgrabungen in Kleinasien und zum Teil auch darüber hinaus zuständig waren.
Die Direktoren der Antikensammlung sind für die strukturelle, personelle aber auch die finanzielle Verwaltung der Sammlung zuständig.

## Direktoren
Die Tabelle ist in den Spalten Name, Position sowie in den Jahreskategorien alphabetisch beziehungsweise chronologisch sortierbar. Vorgegeben ist eine Sortierung nach dem Antrittsjahr auf die Direktorenposition. Bei gleichen Antrittsjahren wird die Person mit der längeren Verweildauer im Museum zuerst eingeordnet.
- Name: der Name des Sammlungsleiters, sortierbar nach Nachnamen. Zudem werden die Lebensdaten zur Einordnungshilfe genannt.
- Position: Angabe der genauen Sammlung, verzichtet wird allerdings auf exakte zeitgenössische Benennungen, die variieren können
- von: Beginn der Direktionszeit
- bis: Ende der Direktionszeit
- Bemerkungen: Anmerkungen zur Biografie und zur Beziehung der Person zur Berliner Sammlung
- Bild: Bildnis der Person

| Name                                       | Position | von  | bis  | Bemerkungen | Bild |
| ------------------------------------------ | --- | ---- | ---- | --- | ---- |
| Heinrich Christian von Heimbach            | Verwalter der kurfürstlichen Antiken-, Kunst-, Münz- und Naturalienkammer                                             | 1663 | 1685 | Wohl unter Heimbach wurden die auf die drei Stammsitze der kurfürstlichen Familie in Berlin, Kleve und Königsberg verteilten Sammlungen in Berlin vereinigt, verfasste 1670 sowie 1671/1672, möglicherweise auch schon 1665 anonym, die ersten Inventare („Cimeliarchium Brandenburgicum, continens imagines, statuas, simulacra, signa, gemmas, numismata Graeca, Romana, aurea, argentea, aerea, aliaque venerandae antiquitatis monumenta“) |      |
| Christian Albrecht Kunckel von Löwenstern  | Verwalter der Kunst- und Raritätenkammer                                                                              | 1685 | 1688 | Glasfabrikant. Gleichzeitig Hofalchemist |      |
| Christoph Ungelter (1646–1693)             | Verwalter der Kunstkammer                                                                                             | 1688 | 1693 | Der Stahlstecher, Stempelschneider und Medailleur hatte die Leitung der Kunstkammer nur nominell inne, noch 1688 wurden die Münzen und Gemmen in die Verantwortung Lorenz Begers übergeben |      |
| Lorenz Beger (1653–1705)                   | Bibliothekar und Vorsteher der Antikensammlung, des Münzkabinetts, der Kunst- und der Naturalienkammer                | 1688 | 1705 | Zunächst war Beger in Heidelberg ab 1675 Hofbibliothekar und Verwalter des Gemmen- und Münzkabinetts. 1686 wechselte er mit der Übereignung der Heidelberger Kunstsammlung nach Berlin über und wurde dort Antiquar und Bibliothekar. 1688 Verwalter der Münzen und Gemmen, ab 1693 aller vier Sammlungsteile. Unter seiner Ägide wurde das Berliner Antikenkabinett gezielt erweitert. 1696 bis 1701 verfasste er den Thesaurus Brandenburgicus selectus, die bedeutendste von einem deutschen Forscher verfasste archäologische Schrift vor Winckelmann. Beger war vor allem durch mythologische Studien bekannt; er stellte verschiedene Denkmäler unter mythologisch-ikonographischen Gesichtspunkten zusammen. |      |
| Johann Carl Schott (1672–1717)             | Vorsteher des Antikenkabinetts                                                                                        | 1705 | 1717 | Schott war Neffe Begers und wirkte als Zeichner und Assistent schon an dessen Thesaurus-Projekt mit. Er wurde Nachfolger seines Onkels als Vorsteher des Antikenkabinetts. Mit der Beschreibung der im kgl. preuß. Antiquitäten u. Medaillen Kabinett (I. Gemach) vorhandenen histor. Sachen zur Erforschung der alten Geschichte legte er den ersten Katalog der Berliner Sammlung in dieser Form und in deutscher Sprache vor. Als einer der Ersten ordnete er die Artefakte nach Sachgruppen statt nach Materialien und stellte früh archäologische Sachfragen. |      |
| Maturin Veyssière de La Croze (1661–1739)  | Erster Bibliothekar und Vorsteher der Antikensammlung und des Münzkabinetts                                           | 1718 | 1739 | Orientalist. Deckte einen großen Diebstahl in der Sammlung auf. |      |
| Jacques Gaultier de La Croze (1701–1765)   | Erster Bibliothekar und Vorsteher der Antikensammlung und des Münzkabinetts                                           | 1739 | 1765 | Französischer Flüchtling, organisierte die Niederlassung seiner Landsleute in den Ländern der Kurfürsten von Brandenburg. Erzieher der Töchter König Friedrich Wilhelm I. von Preußen. Adoptivsohn des Vorgängers. |      |
| Friedrich Wilhelm Stosch (1723–1794)       | Erster Bibliothekar und Aufseher der Antikensammlung und des Münzkabinetts, Vorsteher der Kunst- und Naturalienkammer | 1765 | 1794 | Unter Stosch wurden alle vier Teilsammlungen einschließlich der Bibliothek wieder zusammen geführt |      |
| Jean Henry (1761–1831)                     | Direktor der königlichen Antiken-, Münz- und Kunstkammer                                                              | 1794 | 1830 | Henry stammt aus hugenottischer Familie und wurde zum Prediger ausgebildet. Neben diesem Amt in der hugenottischen Gemeinde wurde er zudem königlicher Bibliothekar (zunächst dritter, 1795 zweiter Bibliothekar), die traditionell auch der im Berliner Schloss ansässigen Kunstkammer vor standen. Während Henrys Amtszeit wurde der Bestand massiv vermehrt, zudem kam die Sammlung in den Zuständigkeitsbereich der Preußischen Akademie. Die verschiedene Bereiche der stark wachsenden Sammlung werden fachlich versiertem Personal unterstellt, die Antiken und Münzen etwa dem Archäologen Aloys Hirt gemeinsam mit dem Gymnasialdirektor Johann Heinrich Ludwig Meierotto. 1798 und 1801 kommen viele der originalen Antiken aus Potsdam in die Sammlung. 1805 publiziert er den Führer Allgemeines Verzeichniss des Königlichen Kunst, Naturhistorischen und AntikenMuseums und forciert zudem einen Museumsneubau für die aus allen Nähten platzende Sammlung in ihren wenigen Räumen, die zudem modernen Vermittlungskonzepten entgegen stehen. Henry propagierte ein offenes Konzept eines Publikumsmuseums ebenso wie ein Universalmuseum und stellte sich bei ersterer Frage gegen die Akademie, die eine wissenschaftliche Sammlung mit begrenztem Zugang bevorzugte. Viele seiner Konzepte gingen in die späteren Umsetzungen mit dem Alten Museum am Lustgarten auf. 1806 floh er mit seiner Familie und großen Beständen der Münz- und Gemmensammlung nach Memel. 1815 holte er einen Teil der von Napoleon nach Paris entführten Antiken nach Berlin zurück. Am 4. Mai 1816 wurde er zum Direktor der Kunstkammer und der Altertumssammlung und gleichzeitig seiner Verpflichtungen als Bibliothekar entbunden. Er widmete sich vor allem den Antiken sowie der Münzsammlung. Mit der Fertigstellung des Alten Museums trat Henry 1830 in den Ruhestand, sein Nachfolger wurde Konrad Levezow. |      |
| Konrad Levezow (1770–1835)                 | Direktor des Antiquariums                                                                                             | 1829 | 1835 | Levezow war Schüler Friedrich August Wolfs und Christian Gottlob Heynes. 1795 bis 1824 war er Lehrer am Friedrich-Wilhelms-Gymnasium, 1802 wurde er zugleich Professor für Altertumskunde und Mythologie an der Berliner Akademie der bildenden Künste und mechanischen Wissenschaften. 1821 wurde er Assistent von Jean Henry an der Kunst-, Antiken- und Münzkammer, 1826 Vorstand des Kunstkabinetts, 1829/30 kommissarischer Leiter und 1830 Direktor des Antiquariums. Er überführte aus der Kunstkammer alle antiken Münzen, Medaillen, geschnittenen Steine und Werke der antiken Kleinkunst ins Antiquarium. Levezow verfasste einen Katalog zur Ausstellung und war Mitglied der Königlichen Akademie der Wissenschaften zu Berlin. |      |
| Christian Friedrich Tieck (1776–1851)      | Direktor der Sammlung für Skulpturen und Gipsabdrücke                                                                 | 1830 | 1851 | Tieck war einer der prominentesten deutschen Bildhauer und profiliertesten Vertreter der Berliner Bildhauerschule des 19. Jahrhunderts. Er wurde von Wilhelm von Humboldt und Johann Gottfried Schadow gefördert und verbrachte längere Zeit auf Studienreisen im Ausland. 1819 wurde er Atelierpartner Christian Daniel Rauchs und arbeitete mit diesem wie auch mit Karl Friedrich Schinkel zusammen. 1820 wurde er Professor an der Kunstakademie, war ab 1839 Vizedirektor und ab 1846 Direktor der Akademie. In Tradition des 18. Jahrhunderts wurde mit Tieck 1830 ein Bildhauer zum ersten Leiter der Skulpturensammlung berufen. Unter der Mehrfachbelastung litt Tiecks Museumsarbeit, besondere museale oder archäologische Leistungen konnte er nicht vorweisen. |      |
| Ernst Heinrich Toelken (1785–1864)         | Direktor des Antiquariums                                                                                             | 1836 | 1864 | Toelken wurde in Göttingen ausgebildet, Promotion 1811, Habilitation 1812. 1814 wurde er nach versagen eines weiteren Karriereschritts in Göttingen Privatdozent an der noch jungen Berliner Universität sowie Gymnasialprofessor am Friedrichwerderschen und später am Köllnischen Gymnasium. 1814 eine weitere Berliner Habilitation. 1816 Außerordentlicher Professor und 1823 Ordentlicher Professor für Kunstgeschichte und Archäologie, 1827 Sekretär der Akademie der Künste. 1815 inventarisierte er die aus Frankreich zurück gekehrte Raubkunst und gehörte danach der Kommission an, die die Kunstwerke für das neue Museum an verschiedenen Orten zusammen tragen sollte. 1832 wechselte Toelken als Direktoralassistent unter Konrad Levezow in den Museumsdienst, behielt zugleich aber seine Professur. 1836 wurde er Direktor des Antiquariums, dem er 28 Jahre lang vorstand. Er teilte Eduard Gerhards Auffassung von der Archäologie als historische Wissenschaft, als „monumentale Philologie“. Er machte sich insbesondere um die Aufarbeitung der Gemmensammlung verdient. |      |
| Theodor Panofka (1800–1858)                | Direktor der Sammlung für Skulpturen und Gipsabdrücke                                                                 | 1851 | 1855 | Panofka studierte in Berlin (1822 Promotion, 1827 Habilitation), daran schloss sich ein mehrjähriger Romaufenthalt an. Hier begegnete er seinem langjährigen Freund Eduard Gerhard, mit dem sich viele Verläufe des Lebens und auch Forschungsbereiche ähnelten, wenngleich Panofka immer etwas in Gerhards Schatten stand und nie dessen Nachwirkung erreichen konnte. Mit Gerhard und anderen gehörte er zu den römischen Hyperboreern und später den aus diesem Kreis hervor gegangenen Gründern des Istituto di Corrispondenza Archeologica, aus dem später das Deutsche Archäologische Institut hervorging. 1826 lebte er in Rom, anschließend bis 1830 in Neapel, wo er im Nationalmuseum die Vasensammlung bearbeitete. Von 1830 bis zur Julirevolution 1834 war er in Paris Hauslehrer im Haushalt des Präsidenten des Istituto di Corrispondenza Archeologica, Pierre-Louis de Blacas d’Aulps, und auswärtigen Sekretar der französischen Sektion des Istituto. 1836 wurde Panofka Assistent an den Berliner Museen, 1851 bis 1855 Direktor der Skulpturensammlung. 1856 wurde er zum Konservator der Königlichen Vasensammlung „zurück gestuft“, nachdem für Gerhard ein Posten geschaffen werden musste. Panofka bearbeitete vor allem die Vasen und Terrakotten, zeigte bei der Beurteilung vor allem mythologischer Szenen, die ihn besonders interessierten, oft überzogene Deutungen. Mit Gerhard Begründer der Archäologischen Zeitung, 1836 Mitglied der Preussischen Akademie der Wissenschaften, 1844 Außerordentlicher Professor an der Universität. |      |
| Eduard Gerhard (1795–1867)                 | Direktor der Sammlung für Skulpturen und Gipsabdrücke                                                                 | 1855 | 1867 | Zwei längere Aufenthalte führten Gerhard 1820 bis 1832 nach Italien, wo er sich intensiv dem Studium der Antiken widmete. 1829 war er die treibende Kraft bei der Gründung des Istituto di Corrispondenza Archeologica, aus dem später das Deutsche Archäologische Institut hervorging. Seit 1833 war er an der Berliner Antikensammlung beschäftigt. 1835 wurde er lesendes Akademiemitglied, ein Jahr später Kustos der Skulpturensammlung, 1855 deren Direktor. 1841 gründete er die Archäologische Gesellschaft zu Berlin, 1843 wurde er Außerordentlicher Professor, 1844 Ordentlicher Professor für Archäologie an der Berliner Universität. Wenn Winckelmann als Begründer der Archäologie als Wissenschaft gilt, gilt Gerhard als Begründer der Archäologie in Loslösung von der Philologie als eigenständige Wissenschaft. Er bemühte sich um die Sammlung und Zusammenstellung der antiken Funde, interpretierte sie jedoch weniger unter ästhetischen als unter historischen Gesichtspunkten. Die Antikensammlung verdankt Gerhard vieles, unter anderem eine bessere Inventarisierung sowie die 1856 dem Publikum öffentlich gemachte Sammlung der Gipsabgüsse. |      |
| Karl Bötticher (1806–1889)                 | Direktor der Sammlung für Skulpturen und Gipsabdrücke                                                                 | 1868 | 1876 | Boetticher ergriff auf Betreiben seines Vaters zunächst einen praktischen Bauberuf und studierte nebenher Mathematik in Erfurt und danach an der Bauakademie in Berlin. Nach dem Studium war er zunächst freiberuflicher Auftragszeichner. 1839 wurde er für 36 Jahre Lehrer für Freihand- und Ornamentzeichnen an der Kunstakademie, seit 1844 unterrichtete er das Fach als Professor. 1854 bis 1862 lehrte er zudem an der Berliner Universität. 1855 wurde er zusätzlich Assistent an der Skulpturensammlung, deren Direktor er 1868 wurde. Seine Amtszeit war von Konflikten und Fehlentscheidungen geprägt. Er widmete sich insbesondere den Abgüssen, die er für didaktisch wertvoller hielt als die zufällig vorhandenen Originale. Seine systematische Neuordnung der Statuen wurde später wieder verworfen, zudem wurden unter seiner Leitung Fehler bei der Konservierung der Statuen gemacht. Nach Boetticher wurden nur noch ausgebildete Archäologen zum Direktor berufen. |      |
| Karl Friederichs (1831–1871)               | Direktor des Antiquariums                                                                                             | 1868 | 1871 | Nach Ausbildung und kurzer Tätigkeit als Lehrer holte Eduard Gerhard Friederichs an die Antikensammlung, wo er innerhalb eines Jahres einen Katalog der Berliner Antiken erarbeitete. 1855 habilitierte er sich in Göttingen und kam 1858 wieder an die Antikensammlung in Berlin zurück, wo er an Stelle Theodor Panofkas Direktorialassistent wurde. 1859 wurde er zudem Außerordentlicher Professor an der Berliner Universität, 1868 Direktor des Antiquariums und war im Auftrag der Berliner Museen 1869/70 im Mittelmeerraum unterwegs, um Antiken anzukaufen. Friederichs machte sich in seiner kurzen Amtsphase insbesondere um die Publikation der antiken Werke verdient. |      |
| Ernst Curtius (1814–1896)                  | Direktor des Antiquariums                                                                                             | 1872 | 1896 | Curtius stammte aus einer Familie, die einige bekannte Personen hervorgebracht hatte. Prägend war sein Göttinger Lehrer Karl Otfried Müller, bei dessen Tod auf einer Reise in Griechenland Curtius zugegen war. Nach verschiedenen Stationen wurde er 1844 Hauslehrer des späteren Königs Friedrich III. und wurde zudem Außerordentlicher Professor an der Universität Berlin. Mit seiner „Olympiarede“ 1852 initiierte er die deutschen Ausgrabungen in Olympia und damit überhaupt die großen Grabungsunternehmen Deutschlands. Von 1855 bis 1867 war er Professor in Göttingen, ab 1868 in Nachfolge Gerhards Ordentlicher Professor in Berlin. 1872 wurde er zudem Direktor des Antiquariums. Auf Curtius’ Initiative wurde das bis dahin privat geführte Archäologische Institut 1874 Reichsinstitut. Ein Jahr später begannen die Ausgrabungen in Olympia, die Curtius bis 1881 leitete. An der Akademie war er von 1871 bis 1893 Sekretar der Philosophisch-historischen Klasse. Nach Curtius’ Tod wurde das Antiquarium mit der Skulpturensammlung zusammengelegt. |      |
| Alexander Conze (1831–1914)                | Direktor der Sammlung für Skulpturen und Gipsabdrücke                                                                 | 1877 | 1889 | Conze war Schüler Eduard Gerhards. 1861 habilitierte er sich in Göttingen und wurde dort Privatdozent. Zwei Jahre später ging er als Außerordentlicher Professor an die Universität Halle, 1869 wurde er erster Ordinarius an der Universität Wien. 1877 wurde er Direktor der Berliner Antikensammlung. Hier widmete er sich seit 1878 mit Carl Humann insbesondere der Erforschung Pergamons, aber auch Samothrakes, und war zudem 1887 bis 1905 Generalsekretär des Deutschen Archäologischen Instituts. |      |
| Carl Humann (1839–1896)                    | Auswärtiger Direktor (Abteilungsleiter)                                                                               | 1884 | 1896 | Humann lernte zunächst Eisenbahningenieur und studierte dann an der Bauakademie. Seit 1861 lebte er in Konstantinopel, arbeitete als Kartograph für die osmanische Regierung und baute von 1867 bis 1873 Straßen in Kleinasien. 1864 war er erstmals in Pergamon und warb in Deutschland für eine Grabung. Doch erst 1878 hatte er in Alexander Conze einen starken Fürsprecher und in drei Grabungskampagnen bis 1886 wurde in Pergamon unter Leitung Humanns gegraben. Sensationelle Funde wie die der Friese des Pergamonaltars machten Humann in Deutschland berühmt. Weitere Aufnahmen und Ausgrabungen folgten beispielsweise 1882 in Angora (angeregt durch Theodor Mommsen und finanziert von der Preußischen Akademie) sowie in Zincirli (im Auftrag der Deutschen Orient-Gesellschaft). 1884 wurde Humann zum Auswärtigen Direktor der Museen mit Sitz in Smyrna ernannt und war damit für alle deutschen Unternehmungen im orientalischen Raum zuständig. Die Ausgrabungen in Priene konnte er nur noch einleiten. |      |
| Reinhard Kekulé von Stradonitz (1839–1911) | Direktor der Sammlung für Skulpturen und Gipsabdrücke                                                                 | 1889 | 1896 | Kekulé war Schüler von Carl Friederichs. Er betreute den fast blinden Eduard Gerhard in dessen letzten Lebensjahren und war damit schon früh mit der Berliner Antikensammlung verbunden. Von 1863 bis 1868 verbrachte er mehrere Jahre im Mittelmeerraum, insbesondere in Rom, wo er stark von den Ansichten Heinrich Brunns geprägt wurde. Er habilitierte sich 1868 an der Universität Bonn, 1873 wurde er dort Professor und Leiter der Abgusssammlung der Universität. 1889 wurde er auf ausdrücklichen Wunsch Wilhelms II. Direktor der Skulpturensammlung und wurde zudem Honorarprofessor an der Universität, ein Jahr später Ordentlicher Professor für Archäologie. Nach dem Tode Ernst Curtius’ erfolgte die schon länger geplante Zusammenlegung von Skulpturensammlung und Antiquarium unter der Leitung Kekulés. Er war einer der Hauptvertreter der rein ästhetisch ausgerichteten Klassischen Archäologie, die sich vor allem dem künstlerisch-formalen Aspekt antiker Kunst widmete, Inhalt und Aussagen der Werke aber eher vernachlässigte. |      |
| Reinhard Kekulé von Stradonitz (1839–1911) | Direktor der Antikenabteilung                                                                                         | 1896 | 1911 | Kekulé war Schüler von Carl Friederichs. Er betreute den fast blinden Eduard Gerhard in dessen letzten Lebensjahren und war damit schon früh mit der Berliner Antikensammlung verbunden. Von 1863 bis 1868 verbrachte er mehrere Jahre im Mittelmeerraum, insbesondere in Rom, wo er stark von den Ansichten Heinrich Brunns geprägt wurde. Er habilitierte sich 1868 an der Universität Bonn, 1873 wurde er dort Professor und Leiter der Abgusssammlung der Universität. 1889 wurde er auf ausdrücklichen Wunsch Wilhelms II. Direktor der Skulpturensammlung und wurde zudem Honorarprofessor an der Universität, ein Jahr später Ordentlicher Professor für Archäologie. Nach dem Tode Ernst Curtius’ erfolgte die schon länger geplante Zusammenlegung von Skulpturensammlung und Antiquarium unter der Leitung Kekulés. Er war einer der Hauptvertreter der rein ästhetisch ausgerichteten Klassischen Archäologie, die sich vor allem dem künstlerisch-formalen Aspekt antiker Kunst widmete, Inhalt und Aussagen der Werke aber eher vernachlässigte. |      |
| Theodor Wiegand (1864–1936)                | Auswärtiger Direktor (Abteilungsleiter)                                                                               | 1897 | 1911 | Wiegand schloss sein Studium in Freiburg bei Franz Studniczka mit der Promotion ab und wurde danach Reisestipendiat des DAI. Als solcher kam er 1894 nach Priene, wo er dem Leiter der Ausgrabungen, Carl Humann, assistierte. Nachdem dieser erkrankt und gestorben war, übernahm Wiegand die Leitung der Ausgrabung. Bis 1897 legte er die Stadt restlos frei. 1897 wurde er in Nachfolge Humanns zudem Abteilungsleiter (Auswärtiger Direktor) der Berliner Museen in der Türkei, seinen Sitz hatte er in Konstantinopel. Weitere Ausgrabungen in Milet und Didyma folgten bis 1911. 1911 wurde er Direktor der Antikenabteilung in Berlin und verblieb in der Position bis 1931. Danach ging er nochmals nach Kleinasien, um eine dritte Grabungsphase in Pergamon einzuleiten. Ab 1932 war er bis zu seinem Tode Präsident des DAI, das heute seine Zentrale in Wiegands früherem Wohnhaus (Wiegand-Haus) hat. |      |
| Theodor Wiegand (1864–1936)                | Direktor der Antikenabteilung                                                                                         | 1911 | 1931 | Wiegand schloss sein Studium in Freiburg bei Franz Studniczka mit der Promotion ab und wurde danach Reisestipendiat des DAI. Als solcher kam er 1894 nach Priene, wo er dem Leiter der Ausgrabungen, Carl Humann, assistierte. Nachdem dieser erkrankt und gestorben war, übernahm Wiegand die Leitung der Ausgrabung. Bis 1897 legte er die Stadt restlos frei. 1897 wurde er in Nachfolge Humanns zudem Abteilungsleiter (Auswärtiger Direktor) der Berliner Museen in der Türkei, seinen Sitz hatte er in Konstantinopel. Weitere Ausgrabungen in Milet und Didyma folgten bis 1911. 1911 wurde er Direktor der Antikenabteilung in Berlin und verblieb in der Position bis 1931. Danach ging er nochmals nach Kleinasien, um eine dritte Grabungsphase in Pergamon einzuleiten. Ab 1932 war er bis zu seinem Tode Präsident des DAI, das heute seine Zentrale in Wiegands früherem Wohnhaus (Wiegand-Haus) hat. |      |
| Robert Zahn (1870–1945)                    | Direktor der Antikenabteilung                                                                                         | 1931 | 1936 | Zahn wurde in Göttingen promoviert und bereiste anschließend als Reisestipendiat des DAI den Mittelmeerraum. Nach der Rückkehr wurde er 1899 freier Mitarbeiter der Berliner Antikensammlung. 1901 wurde er fest angestellter Direktorialassistent, 1909 Kustos und nach dem Tode Hermann Winnefelds 1918 Zweiter Direktor. 1928 wurde Zahn Honorarprofessor an der Universität, 1931 Direktor der Antikensammlung. In diesen Positionen verblieb er bis 1936. Zahn war international anerkannter Fachmann für antike Keramik, antikes Glas und antiken Goldschmuck. |      |
| Carl Weickert (1885–1975)                  | Direktor der Antikenabteilung                                                                                         | 1936 | 1947 | Nach Studium in München, Tätigkeit an der Abteilung Rom des DAI und Kriegsteilnahme wurde Weickert 1919 Konservator am Museum für Abgüsse Klassischer Bildwerke in München. 1929 habilitierte er sich an der Universität München und wurde Privatdozent, 1933 Außerordentlicher Professor. Ein Jahr später wurde er Direktor der Staatlichen Antikensammlungen in München, schon 1936 Direktor der Berliner Antikensammlung. 1946 wurde er zusätzlich Professor an der Humboldt-Universität. 1947 beendete Weickert die Tätigkeit an der durch den Krieg zerstörten und ausgelagerten Antikensammlung und der Universität und wurde Präsident des Deutschen Archäologischen Instituts. |      |
| Carl Blümel (1893–1976)                    | Direktor der Antikensammlung Ost                                                                                      | 1947 | 1961 | Blümel studierte in Berlin und war 1924/25 Reisestipendiat des DAI. 1927 wurde er wissenschaftlicher Hilfsarbeiter, 1929 Kustos der Berliner Sammlung. 1935 wurde er zum Professor an den Staatlichen Museen ernannt. Nach dem Wechsel Carl Weickerts an die Spitze des DAIs wurde Blümel zum neuen Direktor berufen. Ihm fiel nun die Leitung des schwierigen Wiederaufbaus zu. Insbesondere nach der Rückführung der Beutekunst 1958/59 legte er ein Konzept zur Neuaufstellung vor. In seine archäologischen Arbeiten konnte Blümel sein Wissen und Können als gelernter Bildhauer einbringen. |      |
| Adolf Greifenhagen (1905–1989)             | Direktor der Antikensammlung West                                                                                     | 1958 | 1970 | Greifenhagen studierte in Königsberg und war danach Reisestipendiat des DAI. Danach baute er mit Ludwig Curtius und Hermine Speier die Fotothek der Abteilung Rom des DAI auf. Nach der Rückkehr nach Deutschland war er Assistent in Bonn und Königsberg, bevor er ab 1937 die deutschen Bände des Corpus Vasorum Antiquorum betreute. Ab 1939 leistete er Militärdienst und war bis 1955 in sowjetischer Kriegsgefangenschaft. 1957/58 wurde er Kustos (Leiter) der Kasseler Antikensammlung, doch schon nach einem Monat wechselte er als Direktor zur Berliner Antikensammlung, wo er bis zu seiner Pensionierung 1970 blieb. In seine Amtszeit fiel der Neuaufbau der Sammlung West und die Eröffnung des Museums 1960 im westlichen Stülerbau. Zudem war er von 1958 bis 1962 auch kommissarischer Direktor des Ägyptischen Museums Berlin. Greifenhagen war Mitglied mehrerer wissenschaftlicher Akademien sowie Honorarprofessor an der Hochschule für Bildende Künste und der Freien Universität Berlin. |      |
| Elisabeth Rohde (1915–2013)                | Direktorin der Antikensammlung Ost                                                                                    | 1962 | 1982 | Rohde wurde noch im März 1945 bei Gerhart Rodenwaldt an der Berliner Universität promoviert. Unmittelbar danach begann sie eine Tätigkeit als Hilfsarbeiterin an der Berliner Antikensammlung. Die beteiligte sich am Schutz der Antiken in den letzten Wochen des Nazi-Regime und beteiligte sich danach am Wiederaufbau der Sammlung. 1953 wurde sie zur Kustodin ernannt. Rohde assistierte ihrem Vorgänger Blümel bei der Neukonzipierung und Neuaufstellung der Sammlung nach dem Krieg, insbesondere nach der Wiederkehr der nach Russland gebrachten Antiken im Jahr 1958. Nachdem Blümel 1961 in den Ruhestand ging, wurde sie 1961 zunächst kommissarische Leiterin, erst 1971 Direktorin der Sammlung. Sie nahm insoweit eine Sonderrolle ein, als sie im Westteil der Stadt Berlin lebte und damit keine DDR-Bürgerin war. Sie blieb dennoch bei der Antikensammlung in Ost-Berlin, weil sie eine derartige Karriere in Westdeutschland zu dieser Zeit kaum hätte machen können. Rohde widmete sich insbesondere den Forschungen zum Pergamon-Altar, der hellenistischen Architektur und zur griechischen Kleinkunst und Keramik. |      |
| Klaus Vierneisel (1929–2015)               | Direktor der Antikensammlung West                                                                                     | 1971 | 1978 | Vierneisel studierte in München und war danach Reisestipendiat des DAI. Anschließend arbeitete er für die Abteilung Athen des DAI und die Münchener Antikensammlung. Von dort wurde er auf die Direktion der Berliner Antikensammlung berufen, die er jedoch 1978 wieder zugunsten der damals bedeutenderen Münchener Sammlung verließ. Bis zu seiner Pensionierung 1999 blieb er in dieser Stellung. |      |
| Wolf-Dieter Heilmeyer (* 1939)             | Direktor der Antikensammlung West                                                                                     | 1978 | 1992 | Nach der Promotion in Frankfurt 1965 folgten eine kurze Tätigkeit an der Abteilung Rom des DAI, das Reisestipendium und danach eine Mitarbeit an der Olympiagrabung. Von 1971 bis 1977 lehrte Heilmeyer an der Universität Tübingen, bevor er 1977 Professor an der FU Berlin wurde. Im Dezember 1978 wurde er außerdem Direktor der West-Berliner Antikensammlung, 1985 zudem stellvertretender Generaldirektor der Staatlichen Museen. Er konzipierte mehrere große Sonderausstellungen. Ab 1993 war er Direktor der wiedervereinigten Sammlung und war maßgeblich an der Zusammenführung der Ost- und West-Berliner Sammlung auf der Berliner Museumsinsel beteiligt. Besonders wichtig war die Konzeption der Aufstellung der griechischen Antiken im Alten Museum. Ende 2002 ging er in den Ruhestand. |      |
| Wolf-Dieter Heilmeyer (* 1939)             | Direktor der Wiedervereinigten Antikensammlung                                                                        | 1993 | 2002 | Nach der Promotion in Frankfurt 1965 folgten eine kurze Tätigkeit an der Abteilung Rom des DAI, das Reisestipendium und danach eine Mitarbeit an der Olympiagrabung. Von 1971 bis 1977 lehrte Heilmeyer an der Universität Tübingen, bevor er 1977 Professor an der FU Berlin wurde. Im Dezember 1978 wurde er außerdem Direktor der West-Berliner Antikensammlung, 1985 zudem stellvertretender Generaldirektor der Staatlichen Museen. Er konzipierte mehrere große Sonderausstellungen. Ab 1993 war er Direktor der wiedervereinigten Sammlung und war maßgeblich an der Zusammenführung der Ost- und West-Berliner Sammlung auf der Berliner Museumsinsel beteiligt. Besonders wichtig war die Konzeption der Aufstellung der griechischen Antiken im Alten Museum. Ende 2002 ging er in den Ruhestand. |      |
| Max Kunze (* 1944)                         | Direktor der Antikensammlung Ost                                                                                      | 1982 | 1991 | Nach dem Studium in Berlin wurde Kunze 1969 Direktor des Winckelmann-Museums in Stendal. 1982 wurde er Direktor der Antikensammlung im Pergamonmuseum. In seine Anfangszeit fällt eine Neukonzipierung und zeitgemäßere Neuaufstellung der Dauerausstellung. Seit 1990 ist er Präsident der Winckelmann-Gesellschaft, deren Geschäftsführer er bis dahin seit 1971 war. 1992 wurde Wolf-Dieter Heilmeyer Direktor der wiedervereinigten Antikensammlung, Kunze stellvertretender Direktor. Aus der Position schied er 1993 überraschend aus und widmete sich nun der Winckelmann-Gesellschaft, habilitierte sich 1996 in Mannheim und wurde dort 2001 Honorarprofessor. |      |
| Andreas Scholl (* 1959)                    | Direktor der Antikensammlung                                                                                          | 2003 |      | Scholl studierte 1981 bis 1989 in Münster und London und wurde 1989 in Münster promoviert. Nach kurzer Tätigkeit am Rheinischen Landesmuseum Bonn und einer Reise durch den Mittelmeerraum als Stipendiat des DAI wurde er zunächst Assistent in Münster, anschließend wissenschaftlicher Mitarbeiter am Forschungsarchiv für antike Plastik am Archäologischen Institut der Universität zu Köln. 1992 bis 2000 war er Assistent und Oberassistent an der Universität Bonn, wo er sich 1997 habilitierte. 2000 ging er als Kustos an die Antikensammlung, deren Direktor er zum 1. Januar 2003 wurde. |      |

## Zweite und Stellvertretende Direktoren
(unvollständig)
- 1906–1918 Hermann Winnefeld (Skulpturensammlung)
- 1918–1931 Robert Zahn
- 1977–1982 Irmgard Kriseleit (Ost)
- 1991–1993 Max Kunze
- 1993–1998 Huberta Heres
- 1998–1999 Gerhard Zimmer
- 1999–2007 Gertrud Platz
- seit 2007 Martin Maischberger

## Kustoden, Direktorialassistenten, Abteilungsleiter, wissenschaftliche Mitarbeiter, Assistenten und Hilfsarbeiter
(unvollständig)
- 1835–1858 Moritz Pinder (Direktorialassistent; zuständig für die antiken Münzen)
- 1840–1868 Julius Friedländer (seit 1840 unbesoldeter Hilfsarbeiter, seit 1858 Kurator, ab 1868 Direktor des nun eigenständigen Münzkabinetts; zuständig für die antiken Münzen)
- 1873–1874 Heinrich Heydemann
- 1874–1882 Georg Treu (Direktorialassistent)
- 1879–1880 Gustav Körte
- 1879–1881/1883–1896(?) Otto Puchstein (seit 1883 Direktorialassistent)
- 1880–1894 Adolf Furtwängler (Direktorialassistent; 1880–1882 Skulpturensammlung; ab 1882 Antiquarium)
- 1884–1889? Konrad Wernicke
- 1890–1895/1896–1918 Hermann Winnefeld (seit 1896 Direktorialassistent)
- 1895–1903 Erich Pernice (seit 1897 Direktorialassistent)
- 1902–1925 August Köster (seit 1906 Direktorialassistent)
- 1903–1925 Bruno Schröder (1905 bis 1908 Direktorialassistent; 1908 zum Kustos ernannt)
- 190?–1909 Arnold von Salis
- 1908–1909 Georg Kawerau (Direktorialassistent mit Dienstsitz in Konstantinopel)
- 1914/1920–1945 Karl Anton Neugebauer (1920 zum Kustos ernannt)
- 1926–1935 Wilhelm von Massow (1927 zum Kustos ernannt)
- 1927–1947 Carl Blümel (1929 zum Kustos ernannt)
- 1937–1940 Gerhard Kleiner
- 1939–1947 Gerda Bruns (1945 zur Kustodin ernannt)
- 1945–1961 Elisabeth Rohde (1953 zur Kustodin ernannt)
- 1957–1998 Huberta Heres (Skulpturen, Porträts)
- 1959–1963 Georg Daltrop
- 1963–1969 Norbert Kunisch (Direktorialassistent)
- 1963–2001 Irmgard Kriseleit (seit 1982?Abteilungsleiterin; Betreuerin der Terrakotten und Mosaiken)
- 196?–1977 Gerald Heres (Skulpturen, Porträts)
- 1973–197? Bert Kaeser
- 1974–1982 Ulrich Gehrig
- 1977–2016 Ursula Kästner (1989 zur Kustodin ernannt; Betreuerin der Vasen- und Keramiksammlung)
- 1981–2007 Gertrud Platz (Glas, Gemmen und Kameen)
- 1982–2014 Volker Kästner (1986 zum Kostos ernannt, Betreuer der griechischen Architektur, der Mosaiken und der architektonischen Terrakotten)
- 1979–1992 Luca Giuliani (Kustos ab 1982, später Oberkustos; Betreuer der attischen und unteritalischen Vasen)
- 1984–1999 Gerhard Zimmer (Keramik, Terrakotten)
- 1989 Michael Krumme
- Sylvia Schöne/Brehme (Inschriften, Zypernsammlung, Abgüsse, Modelle)
- 1991–1992: Melitta Brönner
- 1992?–2006 Ilona Trabert (1947–2018) (Römische Vasen/Keramik)
- 2000–2003 Andreas Scholl (Skulpturen und Porträts)
- 2004–2011 Norbert Franken (Bilddatenbank 'Antike Bronzen in Berlin')
- seit 2008 Agnes Schwarzmaier-Wormit (Gemmen und Kameen, Edelmetalle, besondere Materialien, frühgriechische und römische Keramik, Glas)
- seit 2016 Nina Zimmermann-Elseify (Betreuerin der Vasen- und Keramiksammlung)